# 최근영
최근영(?~)은 조선민주주의인민공화국의 정치인이자 법조인이다. 2023년부터 중앙재판소장을 맡고있다.